# さすらいのバイオリン
『さすらいのバイオリン』は、日本の歌。作詞：柴田洋太郎、作曲：玉木宏樹。歌：かまやつひろし。

## 概要
1973年12月、NHKの『みんなのうた』で紹介。
バイオリンをテーマにし、「西の国」で産まれたバイオリンがアメリカや日本などで様々な楽曲を提供した様子を、変奏曲仕立てで歌った楽曲。伴奏は歌われた国によって、独奏曲→カントリーウエスタン→演歌→タンゴと変わって行く。
放送ではイントロ・間奏・コーダ全てが大幅にアレンジ、特にイントロ部はヴォルフガング・アマデウス・モーツァルト作曲の『アイネ・クライネ・ナハトムジーク』第1楽章冒頭部を流用、さらに「日本」のパートである3番の調が、長調から短調に変更された。
歌のかまやつは本曲が『みんなのうた』初出演。
この後『みんなのうた』には、1975年2月～3月放送の『動物園へ行こう』に出演するが、『動物園へ行こう』は外国曲で、東映児童劇団と共に歌ったため、「国産曲」・「ソロ」はいずれも最初で最後（「ムッシュかまやつ」名義に至っては皆無）。
映像は、中原収一が制作したアニメーション。
長期に渡って再放送されなかったが、「みんなのうた発掘プロジェクト」により映像と音声が提供され、2014年12月～2015年1月に41年ぶりの再放送となった。また2017年3月にかまやつが没してからちょうど5ヶ月後にあたる2017年8月～9月にも再放送された。そして初放送後ちょうど半世紀たった2023年12月には3回目の再放送となる。